# Splitska stranka umirovljenika
Splitska stranka umirovljenika (SSU) politička je stranka u Republici Hrvatskoj, osnovana 2008. godine.
Predsjednik je stranke Ratko Kovačić, a dvojicu potpredsjednika čine Ratko Sinovčić i Zdravko Fistonić. Splitska stranka umirovljenika svoj politički program temelji na ispravljanju nepravdi prema ljudima treće životne dobi. SSU se zalaže za povratak na staru formulu izračuna mirovina prema rastu plaća, a ne prema troškovima života, kao i za odvajanje radom stečenih mirovina od povlaštenih mirovina.
Stranka je nastala kao izraz nezadovoljstva neimaštinom umirovljenika, a njezino je djelovanje orijentirano na grad Split. Prema riječima njezinih čelnika, SSU nema namjeru baviti se nikakvom višom politikom i isključivo je orijentirana na povećanje socijalne sigurnosti splitskih umirovljenika. Članstvo stranke 2008. godine iznosilo je 250 ljudi, a dvije godine poslije stranka je imala 205 članova.
Adresa sjedišta stranke je Šetalište Bačvice 10, Split.